# Stay with Me (album de Regina Belle)
Albums de Regina Belle
All by Myself
(1987) Passion
(1993)
Stay with Me est le second album de la chanteuse/Compositrice Regina Belle. Il sortit en 1989, deux années après son premier, All by Myself. L'album atteignit la 63e place du classement Billboard 200 et la première place du classement Top R&B/Hip-Hop Albums. .
Il inclut les singles "All I Want Is Forever" (avec la participation de James "J.T." Taylor), "Baby Come to Me", "Make It Like It Was" et "What Goes Around". L'album fut certifié Disque d'or par la RIAA le 22 janvier 1990.

## Liste des titres
1. "Baby Come to Me"
2. "When Will You Be Mine"
3. "Dream Lover"
4. "What Goes Around"
5. "Make It Like It Was"
6. "Good Lovin'"
7. "It Doesn't Hurt Anymore"
8. "This Is Love"
9. "It's Gonna Take All Our Love"
10. "Someday We'll All Be Free/Save the Children"
11. "All I Want Is Forever"

## Classements de l'album
| Année | Classement             | Position |
| ----- | ---------------------- | -------- |
| 1989  | Billboard 200          | 63       |
| 1989  | Top R&B/Hip-Hop Albums | 1        |

## Classements des singles
| Année | Single                | Billboard Hot 100 | Hot R&B/Hip-Hop Songs | Hot Adult Contemporary Tracks |
| ----- | --------------------- | ----------------- | --------------------- | ----------------------------- |
| 1989  | "Baby Come to Me"     | 61                | 1                     | -                             |
| 1989  | "Make It Like It Was" | 43                | 1                     | 5                             |
| 1990  | "What Goes Around"    | -                 | 3                     | -                             |
| 1990  | "This Is Love"        | -                 | 7                     | 29                            |